# Tiếng Udmurt
Udmurt (удмурт кыл, udmurt kyl) là một ngữ hệ Ural, một phần con của Nhóm ngôn ngữ Permi, được sử dụng bởi người Udmurt của cộng hòa tự trị Udmurtia, Nga, được sử dụng chính thức cùng với Tiếng Nga.
Ethnologue khảo sát có 550,000 người nói tiếng bản địa chiếm 77% dân số 750,000 thời USSR năm 1989.